# Kristina Pantelić
Kristina Pantelić, née le 9 octobre 1997 à Valjevo, est une footballeuse internationale serbe évoluant au poste de milieu de terrain au Stade brestois 29.

## Biographie

### Carrière en club
Avant d'arriver en France, Kristina Pantelić évolue au ŽFK Crvena zvezda (l'Étoile rouge de Belgrade) où elle étudie en parallèle pendant quatre ans,.
Elle débute dans l'élite française avec l'ASPTT Albi en 2016, où elle reste trois ans. En 2018-2019, elle évolue au FC Vendenheim et dispute 20 rencontres en D2.
En juin 2019, elle signe à l'AS Saint-Étienne, toujours en D2.

### Carrière en sélection
Kristina Pantelić est appelée en équipe nationale de Serbie pour la première fois en juin 2017 pour disputer un match amical contre la Russie. Elle participe ensuite aux qualifications à la Coupe du monde 2019.

## Statistiques
| Saison                | Club                  | Championnat           | Championnat | Championnat | Coupe(s) nationale(s) | Coupe(s) nationale(s) | Total | Total |
| Saison                | Club                  | Division              | M.          | B.          | M.                    | B.                    | M.    | B.    |
| 2015-2016             | ASPTT Albi            | Division 1            | 6           | 0           | -                     | -                     | 6     | 0     |
| 2016-2017             | ASPTT Albi            | Division 1            | 17          | 0           | 0                     | 0                     | 17    | 0     |
| 2017-2018             | ASPTT Albi            | Division 1            | 17          | 0           | 1                     | 0                     | 18    | 0     |
| Sous-total            | Sous-total            | Sous-total            | 40          | 0           | 1                     | 0                     | 41    | 0     |
| 2018-2019             | FC Vendenheim         | Division 2            | 20          | 1           | 1                     | 1                     | 21    | 2     |
| Sous-total            | Sous-total            | Sous-total            | 20          | 1           | 1                     | 1                     | 21    | 2     |
| 2019-2020             | AS Saint-Étienne      | Division 2            | 7           | 1           | -                     | -                     | 7     | 1     |
| 2020-2021             | AS Saint-Étienne      | Division 2            | 0           | 0           | 0                     | 0                     | 0     | 0     |
| Sous-total            | Sous-total            | Sous-total            | 7           | 1           | 0                     | 0                     | 7     | 1     |
| Total sur la carrière | Total sur la carrière | Total sur la carrière | 67          | 2           | 2                     | 1                     | 69    | 3     |